# Nachtigallenburg
Die Nachtigallenburg ist eine abgegangene Niederungsburg in einem Seitental westlich des Stadtteils Viesebeck der Stadt Wolfhagen im Landkreis Kassel in Hessen.

## Geschichte
Die Burg wurde vermutlich nach 1260 von Landgraf Heinrich I. von Hessen als Schutzburg gegen die Waldecker erbaut und wahrscheinlich 1293 durch Brand zerstört, wie auch die Burgen Helfenberg und Rodersen. In Chroniken und Urkunden wurde sie nie erwähnt, lediglich im Wolfenhagener Salbuch von 1537 erschien die Nachtigallenburg.
Ende des 19. Jahrhunderts sollen bei Drainagearbeiten noch Kellergewölbe der Burg freigelegt worden sein und im 19. Jahrhundert wurden die Reste der Ruine wegen Straßenbauarbeiten abgetragen.
Der Burgstall der ehemaligen Burganlage, bei der es sich vermutlich um eine Turmhügelburg (Motte) handelte, zeigt nur noch den Rest eines kreisrunden Ringwalls.